# 3920 Aubignan
3920 Aubignan је Марсов тројански астероид чија средња удаљеност од Сунца износи 2,254 астрономских јединица (АЈ).
Апсолутна магнитуда астероида је 13,2.